# 天主教安汶教区
天主教安汶教區（拉丁語：Diœcesis Amboinaënsis）是印度尼西亞一個羅馬天主教教區，包括北馬魯古省和馬魯古省，屬望加錫總教區。2014年有教友119,665人、39個堂區、71名司鐸。現任主教為伯多祿·卡尼修斯·曼達吉。
1902年12月22日建荷屬新幾內亞監牧區，1920年8月20日升為代牧區。1961年1月3日升為教區。